# Goldgeben
Goldgeben ist eine Ortschaft und Katastralgemeinde mit 611 Einwohnern (Stand 1. Jänner 2024) im Bezirk Korneuburg in Niederösterreich.

## Geografie
Das Dorf liegt östlich von Hausleiten, an das es direkt angebaut ist. Im Ort entspringt der Sechtelbach und durch den Ort führt die Landesstraße L14, von der hier die L31 abzweigt.

## Geschichte
Der Name des Dorfes wurde erstmals im ersten Drittel des 12. Jahrhunderts genannt und weist auf Goldvorkommen in ältester Zeit hin, als lange vor der Donau-Regulierung die Ufer und Inseln der verzweigten Donauarme von Goldwäschern besiedelt waren. Zur Gewinnung des Goldes verwendete man Filztücher, in deren Fasern sich der Goldstaub verfing.
Nach dem Dorf benannte sich später auch ein Adelsgeschlecht. So wird um 1120/1130 ein „Leopoldus de Goltgeben“ genannt. Ursprünglich war der Bischof von Passau der Grundbesitzer, ab 1582 war Goldgeben dem Grafen Hardegg in Stetteldorf untertan. Die 1841 aus Holz errichtete Dorfkapelle wurde 1855 aus Ziegeln neuerbaut und ist der hl. Veronika geweiht.
Obwohl als Katastralgemeinde ausgewiesen, begründete der Ort nach den Reformen 1848/1849 mit Hausleiten eine Gemeinde und ist seit 1971 ein Teil der Großgemeinde Hausleiten.
Laut Adressbuch von Österreich waren im Jahr 1938 in Goldgeben ein Gastwirt, ein Gemischtwarenhändler, ein Marktfahrer, eine Milchgenossenschaft, eine Mühle, ein Trafikant, ein Tischler und mehrere Landwirte ansässig.

## Persönlichkeiten
Äbtissin M. Immaculata Maierhofer OCist (* 1956), Abtei Marienfeld

## Sehenswürdigkeiten

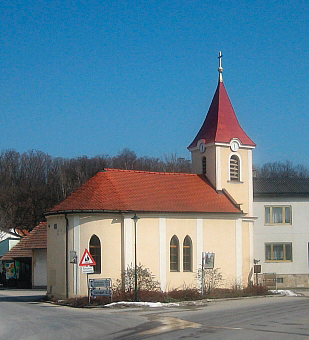
Dorfkapelle Hl. Veronika (1841/1855) zu Goldgeben

## Die Marktgemeinde Hausleiten
| Pettendorf | Seitzersdorf-Wolfpassing | Zissersdorf |
| Gaisruck   | Hausleiten               | Goldgeben   |
| Perzendorf | Zaina                    | Schmida     |